# Republika Nowej Granady
Republika Nowej Granady (hiszp. República de la Nueva Granada) – państwo powstałe w wyniku rozpadu Wielkiej Kolumbii istniejące w latach 1831-1858, obejmujące tereny obecnej Kolumbii i Panamy. W 1858 roku na jej miejscu powstała Konfederacja Granady.